# L'Affaire Farewell
Pour plus de détails, voir Fiche technique et Distribution.
L'Affaire Farewell est un film d'espionnage français réalisé par Christian Carion et sorti en 2009. Il s'inspire de l'affaire du même nom dans laquelle l'espion soviétique Vladimir Vetrov fut agent double au bénéfice de la DST. Le film est toutefois très romancé par rapport à la réalité et les noms des protagonistes sont modifiés.
Le film est précédé d'un docufiction du même nom, réalisé par Jean-François Delassus et sorti en 2008, d'une durée de 2 x 52 minutes. Il retrace le parcours de Vladimir Vetrov en l'éclairant de nombreux témoignages d'anciens responsables soviétiques, américains et français du milieu de l'espionnage.

## Synopsis
Moscou, au début des années 1980, en pleine guerre froide. Sergueï Grigoriev, colonel du KGB déçu du régime de son pays, décide de faire tomber le système. Il prend contact avec un jeune ingénieur français en poste à Moscou, Pierre Froment. Les informations extrêmement confidentielles qu'il lui remet ne tardent pas à intéresser les services secrets occidentaux. Le président français François Mitterrand est alerté et décide d'informer le président américain Ronald Reagan : un gigantesque réseau d'espionnage permet aux Soviétiques de tout connaître des recherches scientifiques, industrielles et militaires à l'Ouest. Les deux hommes d'État décident d'exploiter ces données ultra sensibles transmises par une mystérieuse source moscovite que les Français ont baptisée « Farewell ». Homme sans histoires, Pierre Froment se retrouve alors précipité au cœur de l'une des affaires d'espionnage les plus stupéfiantes du XXe siècle. Une affaire qui le dépasse et qui menace bientôt sa vie et celle de sa famille.

## Fiche technique
- Titre original : L'Affaire Farewell
- Titre international : Farewell
- Réalisation : Christian Carion
- Scénario : Christian Carion et Éric Raynaud, d'après l'ouvrage Bonjour Farewell: La vérité sur la taupe française du KGB de Serguei Kostine
- Musique originale : Clint Mansell
- Décors : Jean-Michel Simonet
- Photographie : Walther Van Den Ende
- Producteur : Christophe Rossignon
- Sociétés de production : Nord-Ouest Productions , Le Bureau, Pathé, Canal+, France 2 Cinéma, CinéCinéma, Une Hirondelle Productions, Blackfeet Pictures, Cofinova 5
- Pays de production :  France
- Langues originales : français, russe, anglais
- Durée : 113 minutes
- Genre : espionnage, thriller
- Date de sortie :
  - France : 23 septembre 2009

## Distribution

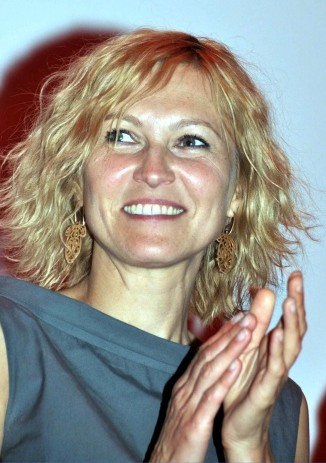
L'actrice Ingeborga Dapkūnaitė à l'avant-première du film.

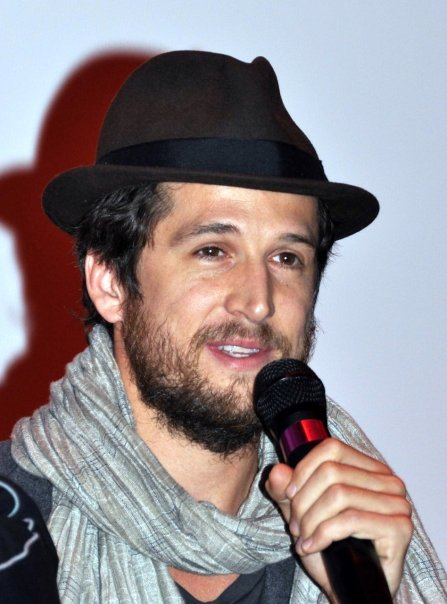
Guillaume Canet, également à l'avant-première du film.

- Emir Kusturica : Sergueï Grigoriev, « Farewell » (inspiré de Vladimir Vetrov)
- Guillaume Canet : Pierre Froment, ingénieur à Thomson-CSF (inspiré de Xavier Ameil)
- Alexandra Maria Lara : Jessica, l'épouse est-allemande de Pierre
- Aleksey Gorbounov : Choukhov
- Ingeborga Dapkūnaitė : Natasha, épouse de Sergueï
- Dina Korzun : Alina, maîtresse de Sergueï, traductrice
- Willem Dafoe : Feeney
- Philippe Magnan : François Mitterrand
- Marc Berman : Jacques, supérieur hiérarchique de Pierre
- Niels Arestrup : Vallier
- David Soul : Hutton, collaborateur de Reagan
- Fred Ward : Ronald Reagan
- Christian Carion : Favier, un conseiller de Mitterrand
- Lauriane Riquet : Ophélie, fille de Pierre et de Jessica
- Diane Kruger : espionne interpellée à Washington faisant son jogging
- Gary Lewis : chimiste espion à Glasgow
- Benno Fürmann : Agent fédéral allemand
- Miglen Mirtchev : tortionnaire de la prison de Lefortovo
- Anton Yakovlev : l'agent de sécurité du KGB
- Vsevolod Shilovskiy (ru) : Mikhaïl Gorbatchev
- Thomas Schmauser (de) : ingénieur espion allemand interpellé à Munich
- Alex Ferns (en) : policier écossais chargé de l'arrestation de l'espion chimiste
- Christian Sandström (fi) : un agent du FBI
- Riko Eklundh (fi) : un agent du FBI
- Mats Långbacka (fi) : un agent du FBI
- Valentin Varetsky (ru) : Miaskowski
- Michael Bilalov (bg) : employé de la prison de Lefortovo
- Yevgeni Kharlanov : Igor, fils de Sergueï et de Natasha

## Production
Alexandre Avdeïev, ambassadeur de la fédération de Russie à Paris de 2002 au 12 mai 2008, et ministre de la Culture de Russie au moment de la production du film, a interdit à des acteurs russes (dont Nikita Mikhalkov et Sergey Makovetskiy) de participer au film. Il a par ailleurs refusé à la production de tourner à Moscou.

### Tournage
Le tournage a lieu en Finlande (Helsinki, Rovaniemi), en Ukraine (Kiev, Kharkiv)  et en France. Le bureau ovale est recréé dans un hangar désaffecté d'Ivry-sur-Seine, ironiquement situé rue Lénine,.

## Musique
Sauf indication contraire, les informations mentionnées dans cette section peuvent être confirmées par le générique de fin de l'œuvre audiovisuelle présentée ici, ainsi que par la base de données cinématographiques IMDb,  présente dans la section « Liens externes ».
- Awakening de Cyril Morin.
- Sous l'aigle double (en) de Josef Franz Wagner.
- Varshavyanka par les Chœurs de l'Armée rouge.
- Under Pressure par Queen.
- We Will Rock You par Queen (écoutée par Igor avec son walkman dans la forêt reproduisant le jeu de scène de Freddie Mercury en concert).
- Bohemian Rhapsody par Queen (écoutée par Igor avec son magnétophone sur son lit dans sa chambre, il interrompt la lecture quand Sergueï entre dans sa chambre, celui-ci s'assoit sur le lit à côté de lui pour discuter et réenclenche la musique).
- Steppin' Out de Joe Jackson[4].
- La Mélancolie par Léo Ferré (Sergueï démarre le disque sur la platine, alors que Natasha décore le sapin de Noël, il l'entraine à danser, ils s'enlacent, Igor rentre dans l'appartement, ils se séparent).
- Paname par Léo Ferré (écouté par Sergueï sur l'autoradio de sa voiture le soir avec Alina qui lui annonce qu'elle le quitte).
- Run Like Hell par Pink Floyd (Sergueï s'éloigne dans la rue après avoir remis le mini appareil photo à Pierre, dans le logement de Jacques, Pierre lui remet l'objet et exige en échange la sécurité pour sa famille et celle de Sergueï).
- Scar par Simple Minds.

## Analyse